# أتسويتشي
أتسويتشي (باليابانية: 乙一)‏ (1978 في فوكوكا - ) روائي، ومخرج أفلام من اليابان.

## روابط خارجية
- أتسويتشي على موقع IMDb (الإنجليزية)
- أتسويتشي على موقع قاعدة بيانات الفيلم (الإنجليزية)